# Stazione di Madonna di Campagna
La stazione di Madonna di Campagna è stata una fermata ferroviaria situata sulla ferrovia Torino-Ceres gestita dal GTT, a servizio del quartiere Madonna di Campagna di Torino e inaugurata nel 1990.
È stata chiusa il 25 agosto 2020 insieme alla stazione di Torino Dora (GTT) a causa dei lavori per il collegamento della Torino Ceres al passante ferroviario di Torino che dall'agosto 2020 interessarono direttamente il tracciato sotterraneo in esercizio. È stata sostituita dall'adiacente stazione Grosseto.

## Storia

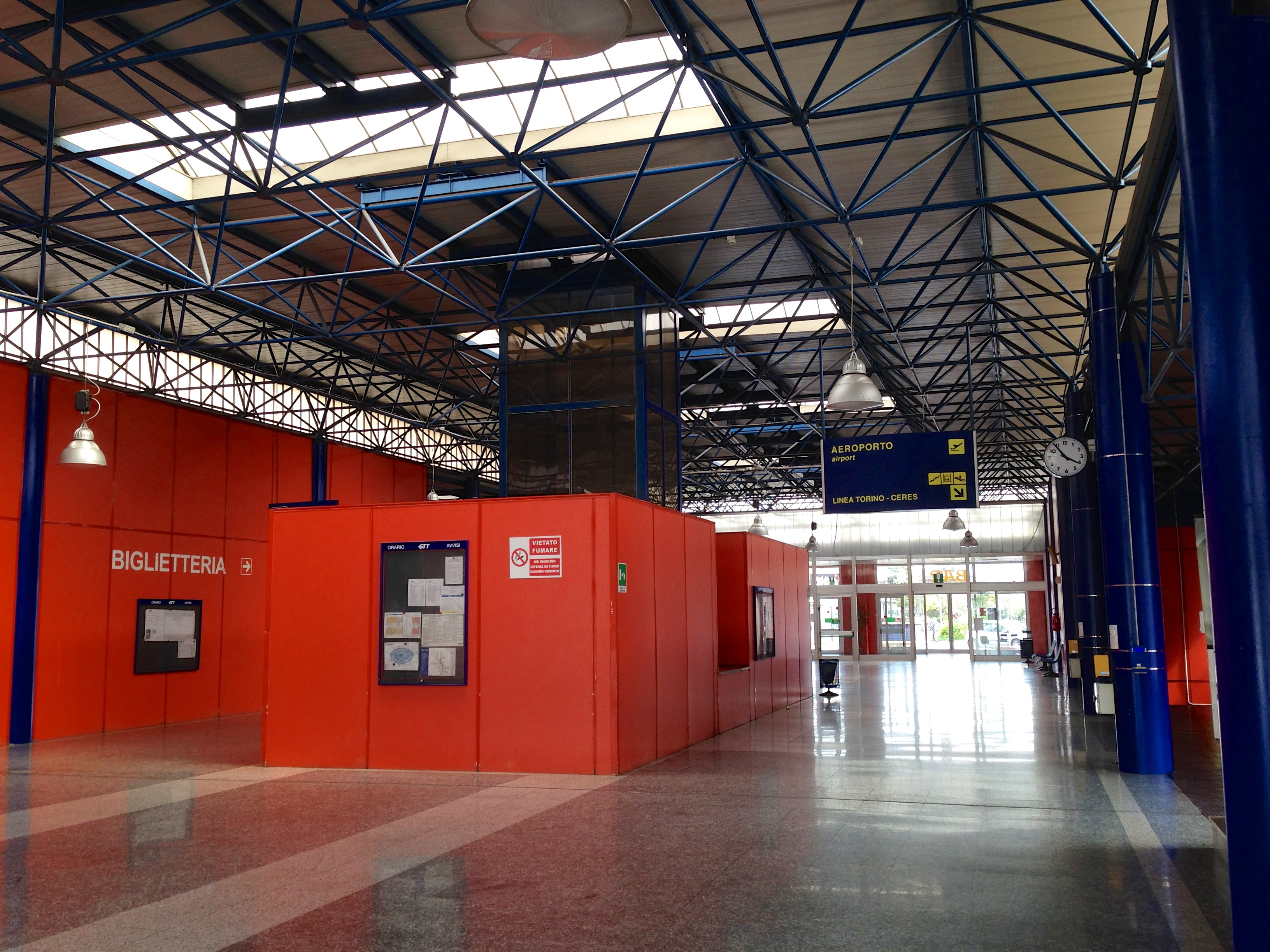
Interno del fabbricato viaggiatori

La stazione originaria venne edificata in occasione della costruzione della linea, inaugurata nel 1868 nel tratto Torino-Venaria Reale, in un'area allora periferica e che impose la realizzazione di alcuni passaggi a livello in corrispondenza delle vie Borgaro e via Lucento.
Nel 1987 la linea fu chiusa per lavori connessi con l'allacciamento all'aeroporto di Caselle, la creazione della stazione di Rigola Stadio per lo stadio delle Alpi e l'arretramento del capolinea alla Stazione di Torino Dora dalla stazione di Torino Porta Milano. Ciò comportò l'interramento della tratta urbana e il conseguente spostamento in sotterranea della fermata di Madonna di Campagna, che divenne così la prima stazione ferroviaria di Torino costruita in sotterranea. Il nuovo fabbricato viaggiatori, inaugurato nel 1990 in occasione del campionato mondiale di calcio 1990, è ubicato grosso modo nella posizione in cui sorgeva la vecchia stazione in superficie.
È stata realizzata una variante di percorso in sotterranea, con origine a nord di questa stazione realizzata nel 1990, comportandone dunque la soppressione, con galleria sotto corso Grosseto per ricollegare la ferrovia Torino-Ceres alla Torino-Milano, il troncamento causato dall'interramento della ferrovia di superficie in città. È stata deviata in corso Grosseto da via Badini Confalonieri, per essere collegata al nodo ferroviario alla Stazione di Torino Rebaudengo Fossata e permettere l'interscambio con le altre linee del SFM. La stazione è stata sostituita dalla nuova stazione sotterranea Grosseto.

## Progetti futuri
La galleria sotterranea tra le due stazioni costruita in occasione del campionato mondiale di calcio 1990 verrà ripristinata al fine di attivare una metrotranvia che si estenderà dal quartiere Santa Rita sino al confine con il comune di Venaria Reale, passando per la Crocetta, il Centro, Aurora, Borgata Vittoria, Madonna di Campagna, Vallette e servendo entrambi gli stadi principali della città, lo Stadio Olimpico Grande Torino e lo Juventus Stadium. Circa un terzo del tracciato sarà interrato e riqualificherà i binari abbandonati della Torino-Ceres lungo Via Saint Bon e sotto Piazza Baldissera.
 La stazione di Madonna di Campagna diverrà una delle fermate sotterranee della nuova linea tramviaria 12.

## Strutture e impianti
Il fabbricato viaggiatori, sotterraneo, dotato di 2 piani, disponeva di 2 binari passanti.

## Servizi
La fermata disponeva di:
- Biglietteria automatica
- Sala d'attesa
- Servizi igienici
- Fermata autobus
- Stazione taxi

## Movimento

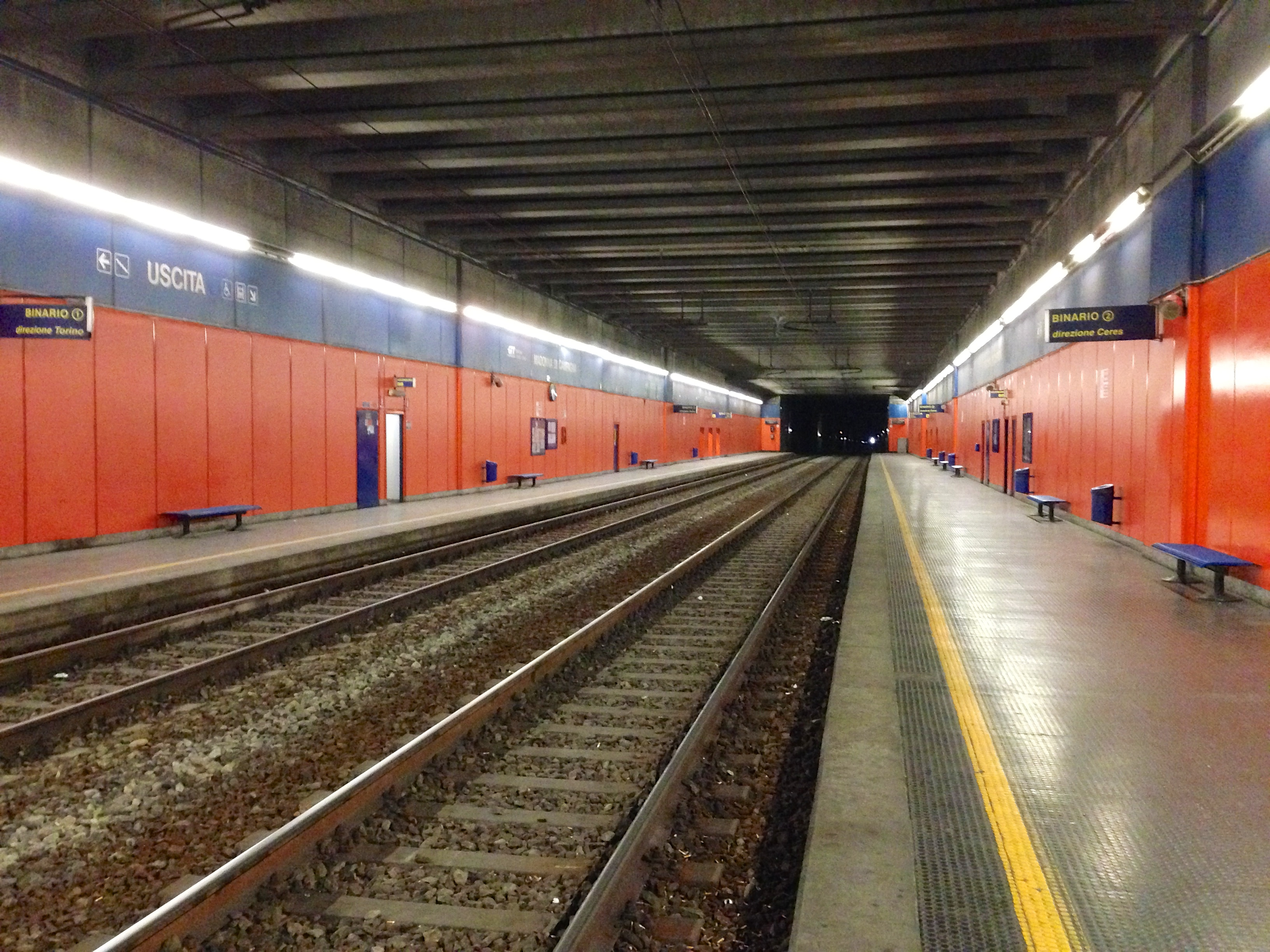
Piano binari con vista sulla galleria

L'impianto era servito dai convogli della linea SFM A del servizio ferroviario metropolitano di Torino per stazione di Ceres da stazione di Torino Dora, con partenze cadenzate ogni mezz'ora.

## Interscambi
La stazione era servita dalle linee autobus 2, 11, 60, 69, 72, 72/, 75, 77. Inoltre transitano alcuni autoservizi interurbani per la provincia.